# Staňkovice, Litoměřice
Staňkovice là một làng thuộc huyện Litoměřice, vùng Ústecký, Cộng hòa Séc.